# Elin Gustavsson
Elin Jelena Gustavsson (Höja, 18 gennaio 1993) è una cestista svedese.